# جوش مكويد
جوش مكويد (بالإنجليزية: Josh McQuoid)‏ (15 ديسمبر 1989 بساوثهامبتون في المملكة المتحدة - ) هو لاعب كرة قدم بريطاني في مركز الوسط. شارك مع منتخب أيرلندا الشمالية تحت 19 سنة لكرة القدم ومنتخب أيرلندا الشمالية تحت 21 سنة لكرة القدم ومنتخب إيرلندا الشمالية لكرة القدم من الدرجة الثانية ‏ ومنتخب أيرلندا الشمالية لكرة القدم. أما مع النوادي، فقد لعب مع كوفنتري سيتي ونادي بورنموث ونادي بيرنلي ونادي لوتون تاون ونادي ميلوول ونادي بيتربورو يونايتد.

## وصلات خارجية
- جوش مكويد على موقع قاعدة بيانات كرة القدم.إي يو (الإنجليزية)
- جوش مكويد على موقع ناشيونال فوتبول تيمز (الإنجليزية)
- جوش مكويد على موقع Soccerbase.com (لاعب) (الإنجليزية)
- جوش مكويد على موقع Soccerway.com (الإنجليزية)